# Guillermo Potoy Angulo

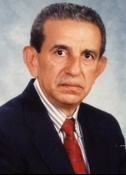
Guillermo Potoy.

Guillermo Potoy Angulo es un político nicaragüense, nacido en la Isla de Ometepe (1940) expresidente del Partido Social Demócrata, (1986-1994), ex Contralor General de la República (1991-1993) y Contralor, Gerente Financiero y actualmente asesor de Casa Pellas (1971-2008).
Connotado Contador Público y Financiero; miembro del Colegio de Contadores Públicos, miembro de la Sociedad Interamericana de Contabilidad y de la Cámara de Comercio Americana.

## Participación en el Partido Social Demócrata

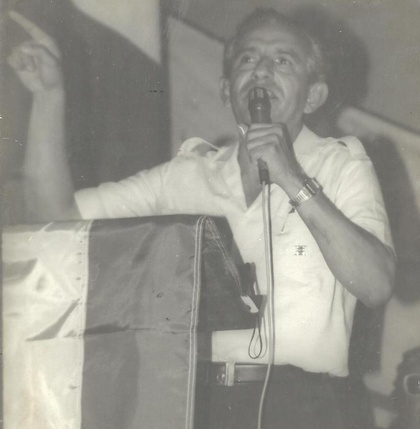
expresidente del PSD durante una Convención del partido.

En septiembre de 1979, al prever que el gobierno sandinista traicionaría y usurparía la revolución con que el pueblo nicaragüense derrotó a la dictadura somocista, funda junto  a Pedro Joaquín Chamorro Barrios, hijo del mártir de las libertades públicas Pedro Joaquín Chamorro, el Partido Social Demócrata (PSD) de Nicaragua.
Junto al Partido Social Cristiano, se emprendieron acciones conducentes a crear oposición al proyecto marxista-leninista que se estaba instaurando en Nicaragua; se contó con la colaboración decidida de la Central de Unidad Sindical (CUS) y de la Central de Trabajadores de Nicaragua (CTN).
Su actitud de oposición al régimen Sandinista, le costó persecución, cárcel y el ametrallamiento a su residencia.

## Elecciones de 1990
Durante la década de los años ochenta, el Partido Social Demócrata, siendo Guillermo Potoy su presidente, continuó su lucha por fortalecer una opción democrática, logrando convertirse junto al Partido Social Cristiano en el eje aglutinador de un bloque de oposición, propiciando el resurgimiento de la Unión Nacional Opositora (UNO) en 1989 para derrotar en las elecciones del 25 de febrero del año siguiente al Presidente Daniel Ortega Saavedra, quien buscaba su reelección consecutiva.
La UNO se formó por 14 partidos: Partido Conservador de Nicaragua PCN, Alianza Popular Conservadora APC, Acción Nacional Conservadora ANC, Movimiento Democrático Nicaragüense MDN, Partido de Acción Nacional PAN, Partido Liberal Independiente PLI, Partido Liberal Constitucionalista PLC, Partido Integracionalista Centroamericano PIAC, Partido Popular Social Cristiano PPSC, Partido Social Demócrata, Unión Demócrata Cristiana UDC, Movimiento de Acción Popular Marxista Leninista MAP-ML, Partido Socialista Nicaragüense PSN y Partido Comunista de Nicaragua PC de N.
Los candidatos a la presidencia y vicepresidencia eran respectivamente Violeta Barrios de Chamorro (conservadora y viuda de Chamorro Cardenal) y Virgilio Godoy Reyes (liberal independiente).
Guillermo Potoy y Silviano Matamoros estuvieron al frente de la Tesorería de la campaña, y a su vez en la dirección del Instituto de Promoción y Capacitación Electoral, IPCE. Se recibió en financiamiento de organizaciones como la National Endowment for Democracy (NED) de los Estados Unidos.
Después de una dura campaña electoral en la que hubo algunos incidentes entre los simpatizantes de la UNO y el FSLN, el 25 de febrero de 1990 se efectuaron las elecciones; las encuestas decían que ganaría el FSLN con más de la mitad de los votos, sin embargo en la madrugada del día siguiente, 26 de febrero, el Consejo Supremo Electoral anunció que la Unión Nacional Opositora ganó con el 54% de los votos (777,522), el FSLN tuvo el 40% (579,886), el Movimiento de Unidad Revolucionaria MUR 1.10% (16,751) y el resto los otros partidos 1.9%, o sea 28,816. El Presidente Daniel Ortega reconoció públicamente su derrota al felicitar a Barrios de Chamorro; la toma de posesión de esta se verificó 2 meses después el 25 de abril del mismo año en el Estadio Nacional Denis Martínez, llamado en ese entonces Estadio Rigoberto López Pérez.

## Nombrado Contralor General de la República

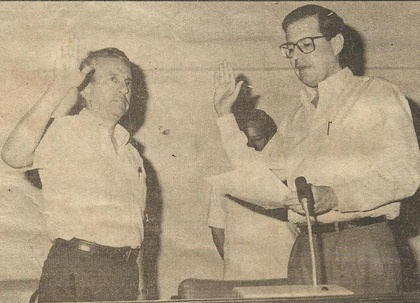
Juramento como Contralor General de la República

Por propuesta de la expresidenta Violeta Barrios de Chamorro, el 21 de marzo de 1991 la Asamblea Nacional eligió al Sr. Potoy, Contralor General de la República, por tiempo indefinido; en aras de la Revolución de la Honradez, que la expresidenta pretendía impulsar y que había sido una promesa de campaña.
Al frente del ente fiscalizador del estado, a pesar de las limitaciones presupuestarias, realizó investigaciones y emitió resoluciones sobre diversos casos, que merecían especial atención como las privatizaciones al margen de la ley en 1991, irregularidades en la administración de la Empresa de Aeropuertos Internacionales, deviaciones financieras en la Alcaldía de Puerto Cabezas, y en el Gobierno Regional de la Región Autónoma del Atlántico Norte, Corporación Avícola Nicaragüense, Corporación Comercial del Pueblo (CORCOP), Embotelladora Nacional (COIP), Empresa Nacional de Puertos, Plásticos de Nicaragua, Empresa Nacional de Alimentos Básicos, nepotismo en el Instituto Nicaragüense de Reforma Agraria, entre otros.
El anuncio de investigaciones en el Banco Central de Nicaragua, relacionadas con extracción y venta irregular de moneda extranjera, depósitos para fines bursátiles en una entidad de dudosa solvencia (durante 8 meses y medio mantuvo un depósito de U$10,200,000.00 dólares en una institución con sede en Miami denominada Kleinbourg Investments Limited, que apenas contaba con un capital de U$50,000.00), operaciones bursátiles propias de bancos comerciales (con pérdidas estimadas en U$1,400.000.00 dólares), violación de la ley de contrataciones del estado, entre otras, aceleraron la destitución arbitraria e ilegal en 1993.

## Corrupción en el Ministerio de la Presidencia
El 15 de noviembre de 1991, el viceministro de Economía y desarrollo, Dr. Noel Vidaurre Argüello, denunció que el vice Ministro de la Presidencia, Antonio Ybarra-Rojas, estaba desviando recursos del Fondo de Ayuda a Sectores Oprimidos (FASO), Programa Quinquenal de Desarrollo Rural, y de la Dirección Técnica de la Presidencia para la compra de conciencia de diputados de la UNO para conformar un "grupo de centro", subordinado al Ministro de la Presidencia y esposo de la hija de la Presidente Chamorro, Ing. Antonio Lacayo.
El contralor Potoy designó un equipo que investigaría el alcance de la denuncia, y el 16 de julio de 1992 se emitió el informe de auditoría, en el que se comprendieron sanciones penales y administrativas a 23 funcionarios, entre ellos 2 sobrinos del viceministro Ybarra-Rojas y 5 diputados, por numerosas exacciones fraudulentas, hasta por U$1,062,000.00 dólares y transferencias por U$198,850.00 dólares.
En ese informe, se estableció responsabilidad penal y administrativa al Ministro Lacayo, y el 15 de marzo de 1993, en un documento para el Comité de Relaciones Exteriores del Senado de los Estados Unidos, el vice Ministro Ybarra-Rojas, atribuyó al Ing. Lacayo, la comisión y complicidad de los delitos bajo su control, como la compra de conciencia de diputados para la aprobación, junto a la Bancada del Frente Sandinista en la Asamblea de leyes que favorecían el presupuesto del Ejército, la Piñata Sandinista, entre otras graves acusaciones.
Ante el informe de la Contraloría, inició una fuerte presión para destituir al Contralor Potoy, y esto se logra el 28 de enero de 1993, cuando en un acto sin precedente en la historia política de Nicaragua, en menos de 24 horas y sin mediar suspensión de inmunidad, notificación, juicio administrativo, y en flagrante omisión y violación de los más elementales procedimientos administrativos, se procedió a expulsar manu militari de la sede en el Palacio Nacional al Contralor Potoy.

## Fundación del Partido Unidad Democrática
Las presiones del poderoso ministro Lacayo, alcanzó al Partido Social Demócrata; junto a Potoy, fueron expulsados los diputados Alfredo César Aguirre y Luis Sánchez; esto significó el fin del partido y junto a las bases, se fundó el Partido Unidad Democrática (PUDE), de orientación Socialdemócrata.
Participa en las elecciones del 2006, en la Alianza Popular Conservadora (APC), donde resulta elegido, el expresidente Arnoldo Alemán, y en las elecciones del 2001, participó en la Alianza del Partido Liberal Constitucionalista, donde es electo el expresidente Enrique Bolaños.